# Jussi Tupamäki
Jussi Tupamäki (Pori, 30 de novembro de 1977) é um treinador finlandês de hóquei no gelo.
Desde 2017 trabalha como técnico principal da seleção masculina de hóquei no gelo da Estónia.